# Forward Party (USA)
Forward Party är ett politiskt parti i USA, grundat 5 oktober 2021, och som bland företrädarna har såväl före detta demokrater som före detta republikaner. Initiativtagare till det nya partiet, där också många "independents" ingår, och tillika tongivande talesperson är Andrew Yang som blev känd för den amerikanska allmänheten i debatterna inför det amerikanska presidentvalet 2020. En av partiets huvudfrågor är institutionella reformer av det demokratiska systemet, där de ser stora brister. Partiet vill också motverka den tilltagande polariseringen.